# Yu-Gi-Oh! GX (manga)
Yu-Gi-Oh! GX (遊☆戯☆王GX, Yūgiō Jī Ekkusu) is een mangaserie geschreven door Naoyuki Kageyama. De manga is een voortzetting van de manga Yu-Gi-Oh!. Het verhaal van de manga volgt dat van de gelijknamige animatieserie.
Yu-Gi-Oh! GX wordt in Japan gepubliceerd door het tijdschrift V-Jump van uitgeverij Shueisha.

## Personages
- Judai Yuki (遊城十代 Yūki Jūdai) / Jaden Yuki – de hoofdpersoon uit de serie. Hij zit op de duelacademie, waar hij tot de slechtste van de drie afdelingen behoort (Sliver Red). Zijn favoriete kaart is de Winged Kuriboh, die hij in de manga van Koyo Hibiki krijgt in plaats van Yugi Muto zoals in de anime.

- Asuka Tenjouin (天上院明日香 Tenjōin Asuka) / Alexis Rhodes – een sterke duellist van de Obelisk Blue afdeling.

- Sho Marufuji (丸藤翔 Marufuji Shō) / Syrus Truesdale - Syrus is een Slifer Red student, en goede vriend van Jaden's. Syrus ziet Jaden als een oudere broer.
- Jun Manjoume (万丈目準 Manjōme Jun) / Chazz Princeton – een sterke duellist van de Obelist Blue afdeling. Hij heeft een hekel aan Jaden, maar dit verandert later in de serie. Hij gebruikt verschillende decks in de serie.

- Cronos de Medici (クロノス・デ・メディチ Kuronosu de Medichi) / Vellian Crowler – de professor van de Obelisk afdeling. Hij ziet Jaden als een zwakke student.

- Daichi Misawa (三沢大地 Misawa Daichi) / Bastion Misawa – een analytische student van de Ra Yellow afdeling. Hij gebruikt verschillende decks in de serie.

- Ryo Marufuji (丸藤亮 Marufuji Ryō) / Zane Truesdale - Syrus' broer en een topduellist in Amerika.